# Troglohyphantes latzeli
Troglohyphantes latzeli este o specie de păianjeni din genul Troglohyphantes, familia Linyphiidae, descrisă de Thaler, 1986.
Este endemică în Austria. Conform Catalogue of Life specia Troglohyphantes latzeli nu are subspecii cunoscute.